# Conolophia pontias
Conolophia pontias är en fjärilsart som beskrevs av Louis Beethoven Prout 1930. Conolophia pontias ingår i släktet Conolophia och familjen mätare. Inga underarter finns listade i Catalogue of Life.